# 205 Live (WWE brand)
205 Live fue una marca de la promoción de lucha libre profesional estadounidense WWE que se creó en abril de 2018 y dejó de funcionar en febrero de 2022. Las marcas son divisiones del roster de  WWE en las que se asignan luchadores para actuar semanalmente cuando una extensión de marca está en vigor. Los luchadores asignados a 205 Live aparecían principalmente en el programa de televisión semanal de la marca, 205 Live. Desde octubre de 2019 hasta febrero de 2022, la marca sirvió como una sub-marca del territorio de desarrollo, NXT, lo que permitió a los luchadores de 205 Live aparecer también en su programa, NXT.
205 Live se centraba originalmente en luchadores masculinos que se promocionaban con un peso de 205 libras o menos, designados por WWE como pesos cruceros. La división de peso crucero fue revivida por WWE en 2016 y fue originalmente exclusiva de la marca principal de la promoción, Raw, con 205 Live sirviendo como un show suplementario para los luchadores de peso crucero de Raw hasta que 205 Live se estableció como su propia marca en abril de 2018. 205 Live luego se fusionó bajo NXT en octubre de 2019. Tras la fusión, el show de 205 Live presentó combates femeninos y, ocasionalmente, algunos luchadores que no son de peso crucero de NXT y NXT UK. En febrero de 2022, el programa 205 Live fue reemplazado por NXT Level Up, marcando el final de la marca 205 Live.

## Historia

### 2016–2019
WWE 205 Live se creó tras el éxito del torneo Cruiserweight Classic para presentar a los luchadores que compitieron en el torneo y a otros que se convirtieron en miembros a tiempo completo de la revivida división de peso crucero de WWE (la división original de peso crucero se había disuelto en 2007). Paul "Triple H" Levesque, productor ejecutivo y luchador de WWE, declaró que la marca se diseñó para servir de escaparate de la división, con su propia sensación y estilo distintivos en comparación con las otras marcas.
La marca Raw se estableció originalmente como el hogar exclusivo de la división durante la extensión de marca de 2016, con todos los pesos cruceros asignados a dicha marca después del Draft de 2016 de WWE. Mientras seguía bajo la marca, el programa 205 Live se estrenó el 29 de noviembre de 2016; el evento principal del episodio inaugural vio a Rich Swann derrotar a The Brian Kendrick por el Campeonato Peso Crucero de WWE. Los Cruiserweights aparecerían tanto en Monday Night Raw como en 205 Live durante el siguiente año y medio. Sin embargo, después de WrestleMania 34 en 2018, los luchadores de peso crucero dejaron de aparecer en Raw, pasando a ser exclusivos de 205 Live y estableciendo así la marca 205 Live como una marca separada de Raw.

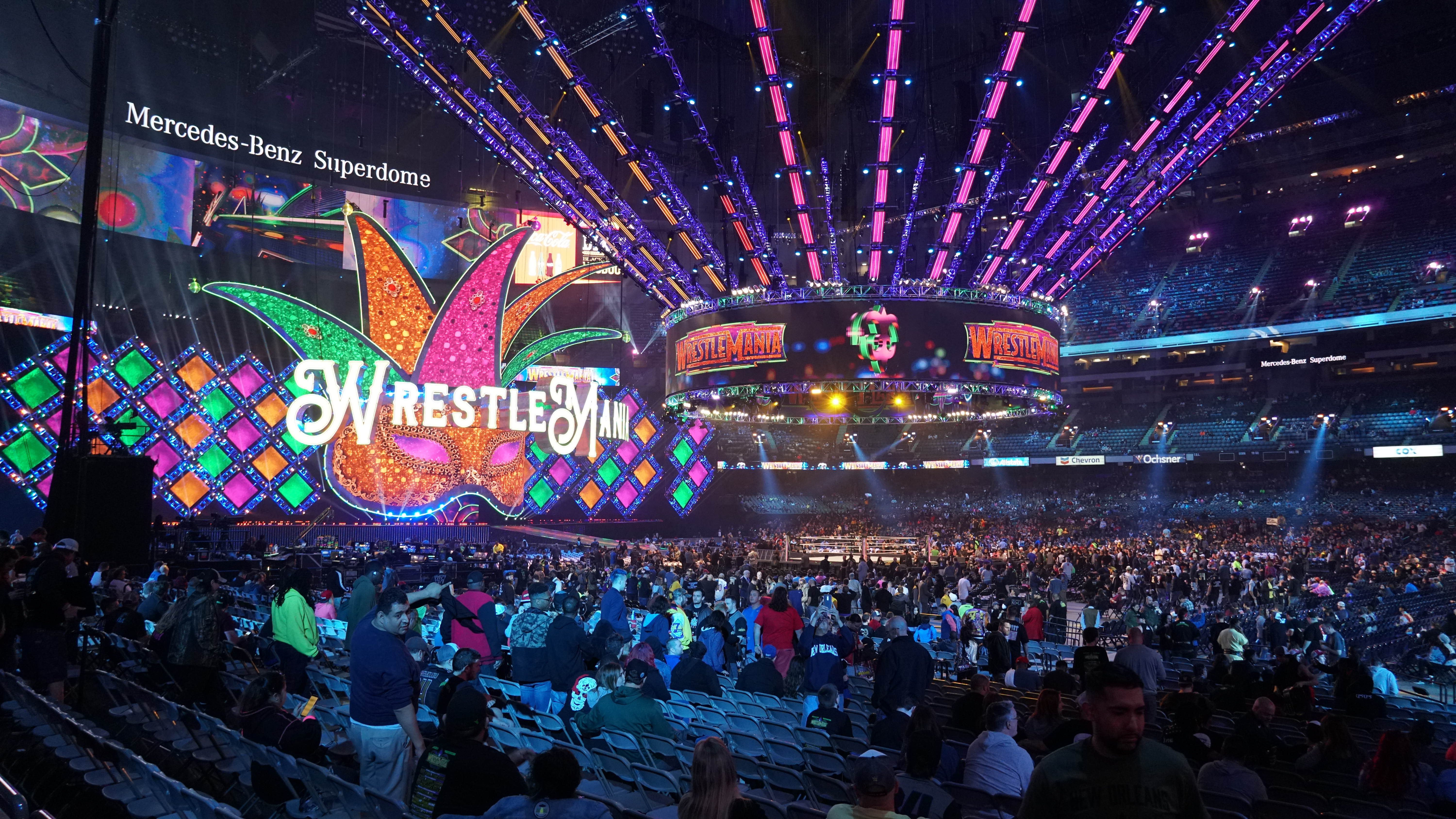
Después de WrestleMania 34, 205 Live se lanzó como una marca independiente

En enero de 2018, Triple H se hizo cargo de la parte creativa de 205 Live. El 30 de enero de 2018, Drake Maverick fue anunciado como el Gerente General en pantalla. Maverick anunciaría un torneo de 16 hombres para el vacante Campeonato Peso Crucero de WWE, que fue ganado por Cedric Alexander. Una vez que el torneo comenzó, la división de peso crucero de WWE comenzó a luchar exclusivamente en 205 Live y dejó de aparecer en Raw con algunas excepciones. En concreto, Lucha House Party (Kalisto, Gran Metalik y Lince Dorado) comenzó a competir en la división de equipos de Raw, mientras que Lio Rush y Drake Maverick comenzaron a manejar a las superestrellas de Raw Bobby Lashley y AOP (Akam y Rezar), respectivamente, y a competir ocasionalmente en combates en Raw. A pesar de que Maverick representó a un heel mientras manejaba a AOP en Raw, fue un Gerente General de cara en 205 Live.
Aunque 205 Live se había separado de Raw, la marca seguía apareciendo en varios de los principales eventos de pago por visión de WWE con Raw y SmackDown hasta finales de 2019. El Clash of Champions de ese año fue el último PPV del roster principal de WWE que incluyó a 205 Live..

### 2019–2022
Antes de que NXT se mueva a USA Network en septiembre de 2019, el jefe de NXT, Triple H, habló con Newsweek y dijo que "comenzarás a ver que 205 Live comienza a" ser parte de NXT. Dijo que el talento de 205 Live comenzaría a moverse hacia NXT, que 205 Live se había "perdido en el limbo", y que el Campeonato Peso Crucero tendría más significado en NXT donde podría crear más oportunidades para los luchadores de peso crucero. Luego se informó que el equipo creativo de NXT estaría a cargo de 205 Live. Al mes siguiente, el título comenzó a ser defendido en NXT y fue rebautizado como NXT Cruiserweight Championship, pasando a formar parte oficialmente de la marca NXT.
Desde el 18 de octubre de 2019, 205 Live comenzó a incluir talento de NXT y viceversa. El 12 de abril de 2020, Maverick competiría en el torneo del Campeonato Interino Peso Crucero de NXT, mientras que fue reemplazado como Gerente General por William Regal, quien también se desempeñó como Gerente General de NXT.
El 14 de agosto de 2020 se informó de que el luchador profesional retirado y actual productor de WWE Adam Pearce y Dewey Foley, hijo de Mick Foley, eran los encargados de producir 205 Live.
En junio de 2021, el roster de la marca se había reducido significativamente debido a la salida de varios luchadores; entre ellos Ariya Daivari, The Bollywood Boyz (Samir Singh y Sunil Singh), Ever-Rise (Jeff Parker y Matt Lee), August Grey, Curt Stallion y el ex-campeón peso crucero Tony Nese. En agosto de 2021, Jake Atlas, Asher Hale y Ari Sterling también fueron liberados.
El 4 de enero de 2022, como parte del episodio New Year's Evil de NXT 2.0, el NXT Cruiserweight Championship se unificó con el NXT North American Championship. El Campeonato Peso Crucero se retiró inmediatamente después del combate y el ganador pasó a ser el Campeón Norteamericano. El día siguiente, el director general Vivo William Regal estuvo liberado de WWE. Al día siguiente, el director general de 205 Live, William Regal, fue despedido de la WWE. El 15 de febrero, PWInsider informó de que la WWE dejaba de producir episodios de 205 Live, sustituyendo la serie por NXT Level Up, que se estrenó en la antigua franja horaria de los viernes por la noche de 205 Live el 18 de febrero. Esto marcó el final de la marca 205 Live.